# Marco Tucci
Marco Tucci (* 2. Mai 1985 in Sindelfingen) ist ein ehemaliger deutscher Fußballspieler.

## Karriere
In der Jugend spielte Tucci für den TSV Ehningen, den VfL Herrenberg und die Stuttgarter Kickers. Im Sommer 2004 wurde der Außenstürmer in die zweite Mannschaft der Kickers übernommen. Zur Saison 2007/08 wechselte er in die erste Mannschaft, mit der er sich für die 3. Liga qualifizierte. Sein Profidebüt gab er am 26. Juli 2008, bei der 0:2-Niederlage der Kickers gegen Wacker Burghausen, als er in der 46. Minute eingewechselt wurde.
Nach dem Abstieg mit den Stuttgarter Kickers in die Regionalliga wechselte er zur Saison 2009/10 zum SSV Reutlingen. Dort blieb er jedoch nur 1 Jahr. Nachdem die Reutlinger Insolvenz anmelden mussten, wechselte er im Juni 2010 innerhalb der Regionalliga Süd zur SG Sonnenhof Großaspach. In der Winterpause 2010/11 schloss er sich für ein halbes Jahr dem Oberligisten VfB Neckarrems an. Im Sommer 2011 wechselte er zu seinem Heimatverein TSV Ehningen, bei dem er 2015 seine Karriere beendete.